# Anfeltka złożona
Anfeltka złożona, anfelcja złożona (Ahnfeltia plicata Fries) – gatunek krasnorostu z rodziny blaszkownicowatych. Występuje na piaszczystym dnie chłodnych mórz północnych.

## Morfologia
Plecha sztywna, osiadła i dość silnie rozgałęziona w kolorze ciemnoczerwonym. Dochodzi do 15–20 cm długości.

## Zastosowanie
Krasnorost używany jest do wytwarzania substancji agar-agar (Japonia, kraje dawnego ZSRR).